# 権五勲 (1911年生)
権 五勲（クォン・オフン、朝鮮語: 권오훈/權五勳、1911年5月15日または1912年1月26日 - 1951年2月2日）は、朝鮮の独立運動家、大韓民国の政治家。第2代韓国国会議員。朝鮮戦争中に大邱に駐屯した米軍の銃撃により殺害された。
本貫は安東権氏、号は木園（モグォン、목원）、カトリック教徒。

## 経歴
慶北大邱出身。養正高等普通学校、明治大学法学部、同校大学院卒。1931年より中国国民党の藍衣社で活動し、臨時政府と光復軍を支援した。1948年に護国軍106連隊副連隊長となり、その後は大韓独立促成国民会忠清南道支部副委員長を務めた。1950年の第2代総選挙では達城郡選挙区から当選した。

### 死去
朝鮮戦争中の1951年1月26日、大邱南山派出所付近の住宅街で米軍2名が女性にセクハラしようとすると、大邱南区青年団団長のキム・ヨンドゥクと一緒に米軍を阻止しようとしたが、米軍が撃った銃によって左脇腹貫通傷を負った。その後、大邱中央病院に移送され手術を受けたが、2月2日に39歳で死亡した。同月5日に葬儀が行われ、国会議長の申翼煕らが参加した。

## 没後
息子の権赫宙は1963年、父の死に関してケネディ米大統領、米国務省長官、米第8軍司令官、朴正熙大統領などに再調査の嘆願書を提出したが、米国務省は6ヶ月後に「10年の時効が過ぎて記録が分からず却下する」という返事をした。米第8軍も「その時の証拠資料が全部なくなった」だけと通知した。